# كلية الحقوق في جامعة أوكلاهوما

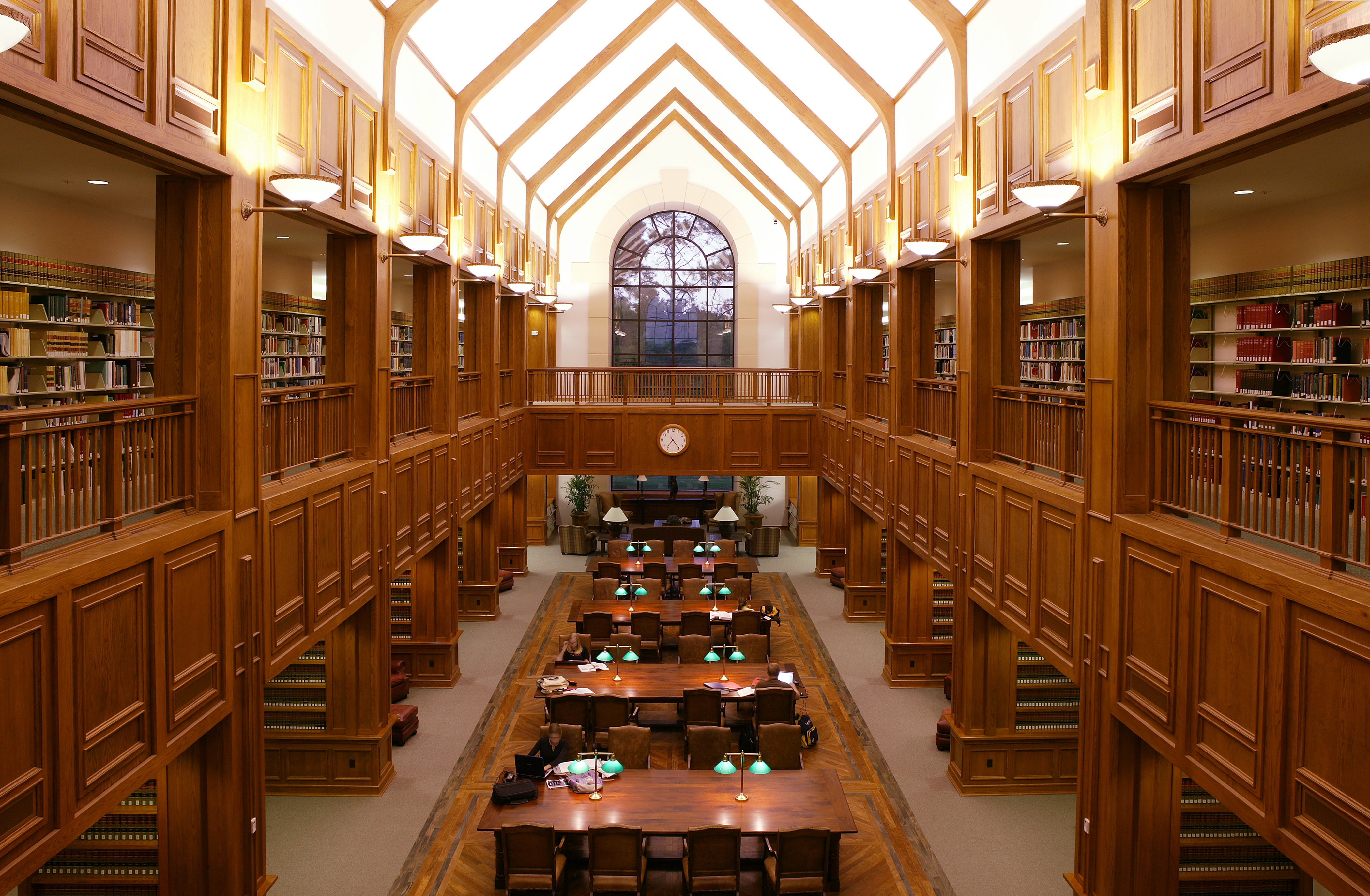
Donald E. Pray Law Library في كلية الحقوق في جامعة أوكلاهوما.

كلية الحقوق بجامعة أوكلاهوما هي كلية الحقوق بجامعة أوكلاهوما. يقع في حرم الجامعة في نورمان، أوكلاهوما . تأسست كلية القانون عام 1909 بقرار من مجلس حكام جامعة أوكلاهوما.
وفقًا للإفصاحات المطلوبة من ABA لعام 2016 الصادرة عن قانون جامعة أوكلاهوما، حصل 83.9٪ من فئة عام 2016 على وظائف بدوام كامل وطويلة الأجل تتطلب مرور شريط (75.5٪) أو التي كانت ميزة JD لها (8.39٪) تسعة أشهر بعد التخرج.

## تاريخ الكلية
تأسست كلية القانون على يد جوليان سي مونيه عام 1909. منذ بدايات دين مونيه، واثنين من أعضاء هيئة التدريس، و 47 طالبًا، نمت كلية القانون. شاركت كلية القانون في البداية مساحة في مبنى العلوم قبل الانتقال إلى الطابق السفلي من مبنى كارنيجي.
في عام 1914، بعد ضغوط واسعة النطاق، انتقلت الكلية إلى أول مقر دائم لها، قاعة مونيه. كان "لو بارن" الذي تبلغ مساحته 47 ألف قدم مربع، كما كان معروفًا، موطنًا للكلية لمدة 62 عامًا. وباعتبارها موطنًا لكلية القانون، فقد كانت شاهداً على العديد من الأحداث في تاريخ أوكلاهوما، بما في ذلك قبول OU Regent Ada Lois Sipuel Fisher في المستقبل، وهي أول امرأة سوداء تم قبولها في كلية الحقوق في عام 1948.
على الرغم من المساحة المربعة الإضافية المبنية على الجزء الخلفي من Monnet Hall، فإن مركز القانون، الذي سميت كلية القانون والكيانات المرتبطة به في عام 1971، تجاوز المبنى، مما اضطر إلى الانتقال إلى منزله الحالي على طريق Timberdell في عام 1976. أدت إضافة American Indian Law Review لاستكمال مراجعة قانون أوكلاهوما الراسخة، وتوسيع نطاق التعليم القانوني السريري، والسعي بشكل عام لتلبية الطلبات المتزايدة للتعليم القانوني في أواخر القرن العشرين، إلى تفوق OU Law مرة أخرى على مرافقه.

## انظر ايضا
مجلة مراجعة القانون الهندي الأمريكي

## روابط خارجية
- كلية الحقوق بجامعة أوكلاهوما